# Vendredi ou les Limbes du Pacifique (album)
Pour le roman de Michel Tournier, voir Vendredi ou les Limbes du Pacifique.
Albums de Romain Humeau
L'Éternité de l'instant
(2005) Mousquetaire #1
(2016)
Vendredi ou les Limbes du Pacifique est le deuxième album de Romain Humeau sorti en juillet 2015.
Il s'agit d'une adaptation de l'œuvre homonyme de Michel Tournier, créée dans le cadre d'une carte blanche donnée au musicien par France Culture le 28 juin 2015.
L'album est partagé entre des moments de narration assurés par l'acteur Denis Lavant et des passages musicaux composés et chantés par Romain Humeau,.

## Équipe artistique
- Musiciens : Romain Humeau, accompagné par Nicolas Bonnière et Guillaume Marsault ainsi qu'une partie de l'Orchestre national de France.
- Récitant : Denis Lavant
- Adaptation du texte : Pauline Thimonier

- Musique : Romain Humeau
- Direction d'acteur et création radiophonique : Alexandre Plank

## Titres de l'album
| 1.  | Le naufrage                                                | 2:56 |
| 2.  | L'évasion                                                  | 1:28 |
| 3.  | L'île de la désolation                                     | 3:56 |
| 4.  | Loneliness                                                 | 3:45 |
| 5.  | La grotte                                                  | 1:48 |
| 6.  | La souille                                                 | 1:52 |
| 7.  | The Bible                                                  | 0:54 |
| 8.  | Clepshydre                                                 | 3:30 |
| 9.  | Robinson                                                   | 4:31 |
| 10. | Tarot                                                      | 1:18 |
| 11. | Speranza                                                   | 2:58 |
| 12. | La combe                                                   | 1:47 |
| 13. | Bunk off school                                            | 3:08 |
| 14. | Araunca                                                    | 2:13 |
| 15. | Andoar                                                     | 1:26 |
| 16. | Errons dans les landes ou rien ne s'interpose à nos lubies | 4:33 |
| 17. | Mandragores                                                | 1:22 |
| 18. | L'explosion                                                | 0:40 |
| 19. | Chaos                                                      | 0:39 |
| 20. | Camarade éolien                                            | 0:59 |
| 21. | Log book                                                   | 2:19 |
| 22. | Friday                                                     | 3:24 |
| 23. | Zodiac                                                     | 2:59 |
| 24. | Whitebird                                                  | 4:59 |
| 25. | Mille soleils rois                                         | 4:43 |